# 海洋廢棄物

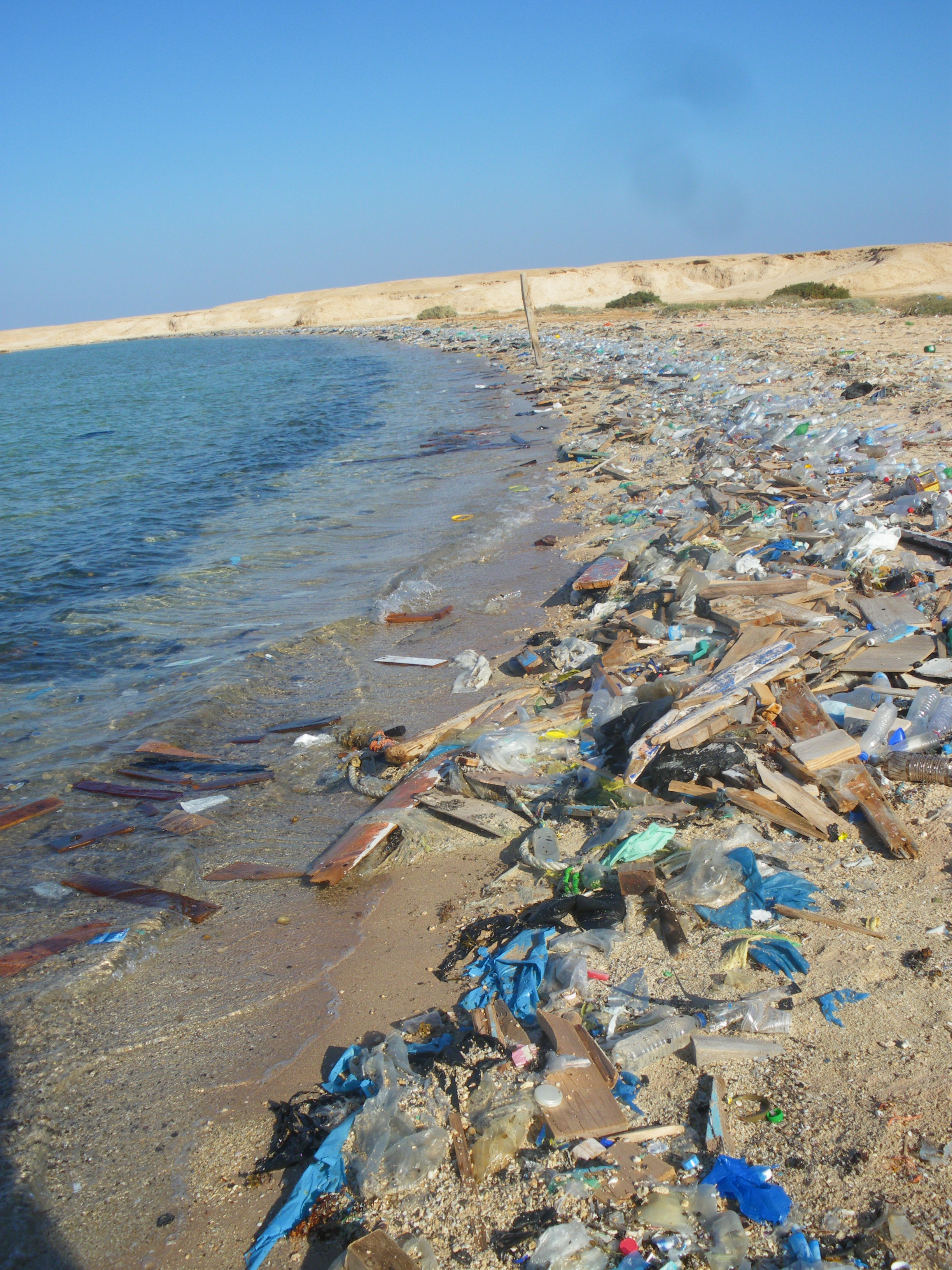
埃及紅海濱的旅遊景點 - 洪加達（Sharm el-Naga）的海灘，佈滿沖上岸的海洋廢棄物。

海洋廢棄物（英語：Marine debris，也稱為海洋垃圾（英語：Marine litter）），是人類製品的垃圾，經有意或無意地排放到海或是洋之中。漂浮的廢棄物往往會聚集在環流的中心及海岸線上，擱淺在海岸的垃圾，被稱為海灘垃圾（beach litter），或是潮汐垃圾。刻意在海上棄置廢物被稱為海洋傾棄（ocean dumping）。也有自然產生的廢棄物，例如漂流木和漂流種子。隨著人類大量使用塑料，所造成的影響已成為一個問題，因為許多類型的（石化）塑料並不能像天然或有機材料般的快速生物降解。塑料廢棄物的單一最大來源（約佔10%），同時也是海洋中佔多數的大型塑料，是被拋棄，及丟失的漁網（參見幽靈漁網）。水中的塑料對魚類、海鳥、海洋爬行動物和海洋哺乳動物，以及船舶和海岸均構成嚴重威脅。
傾棄、由容器外溢、垃圾被沖入雨水渠和水道以及垃圾掩埋場的垃圾受風吹襲，都會導致這類問題發生。這種水污染造成嚴重的負面影響，例如幽靈漁網會纏繞海中動物、大量廢棄物形成海洋垃圾帶以及增加食物鏈中的污染物濃度。
國際間已制定有法律和政策，以防止和緩解海洋中日增的廢棄物和污染物，聯合國把減少海洋污染納入可持續發展目標14之內（牽涉“水下生物”）。依據與此問題相關和不同程度的影響，有些國家則制定更具體的保護政策。此外，一些非營利組織、非政府組織和政府機構正制定從海洋中收集和清除塑料的計劃。但聯合國在2017年估計，如果再不積極施行具體及實質的措施，到2050年時的全球海洋中，塑料質量將會超過魚類質量的總和。

## 類型

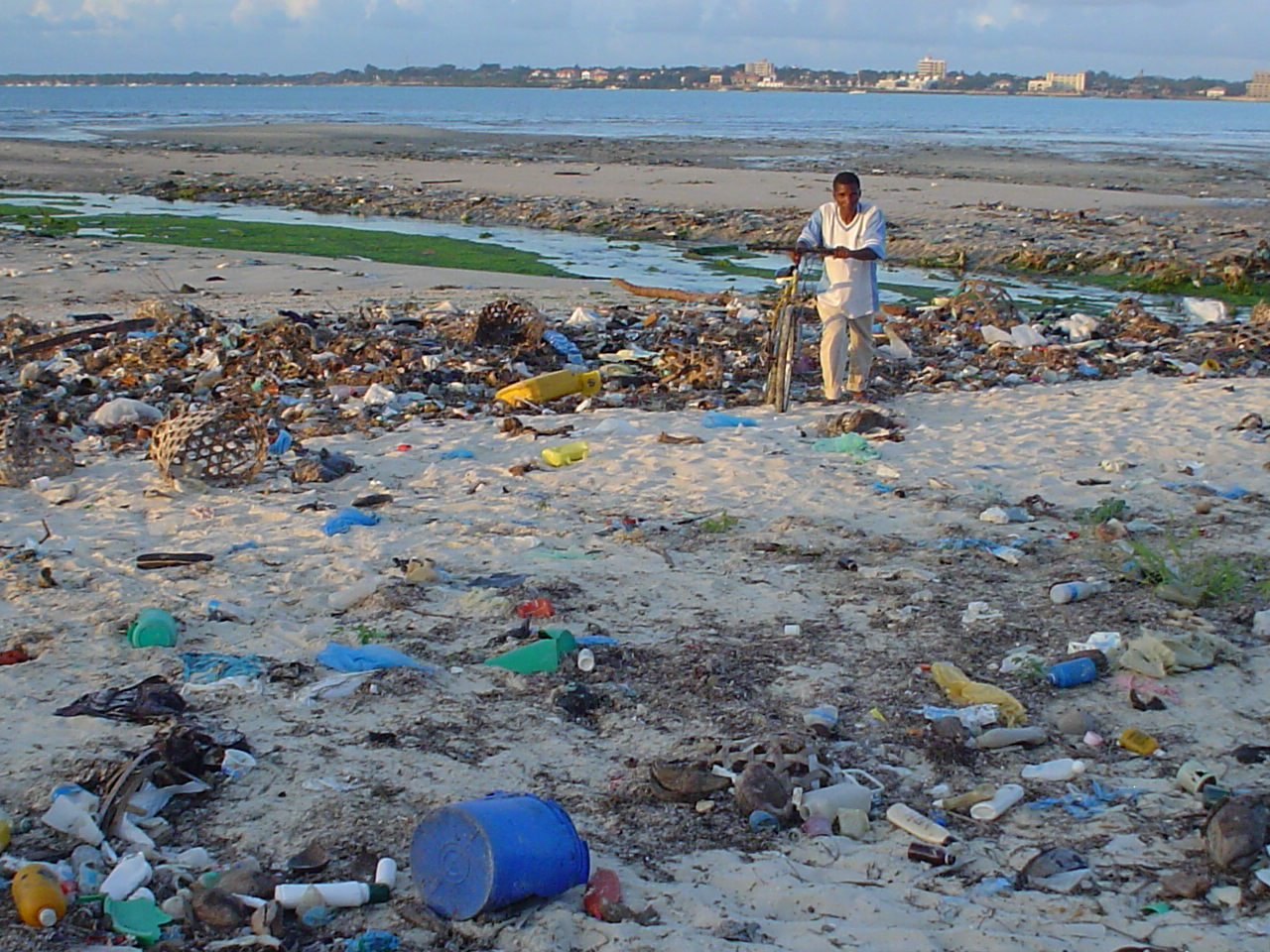
散佈在坦尚尼亞最大城市兼舊都三蘭港海灘的廢棄物。

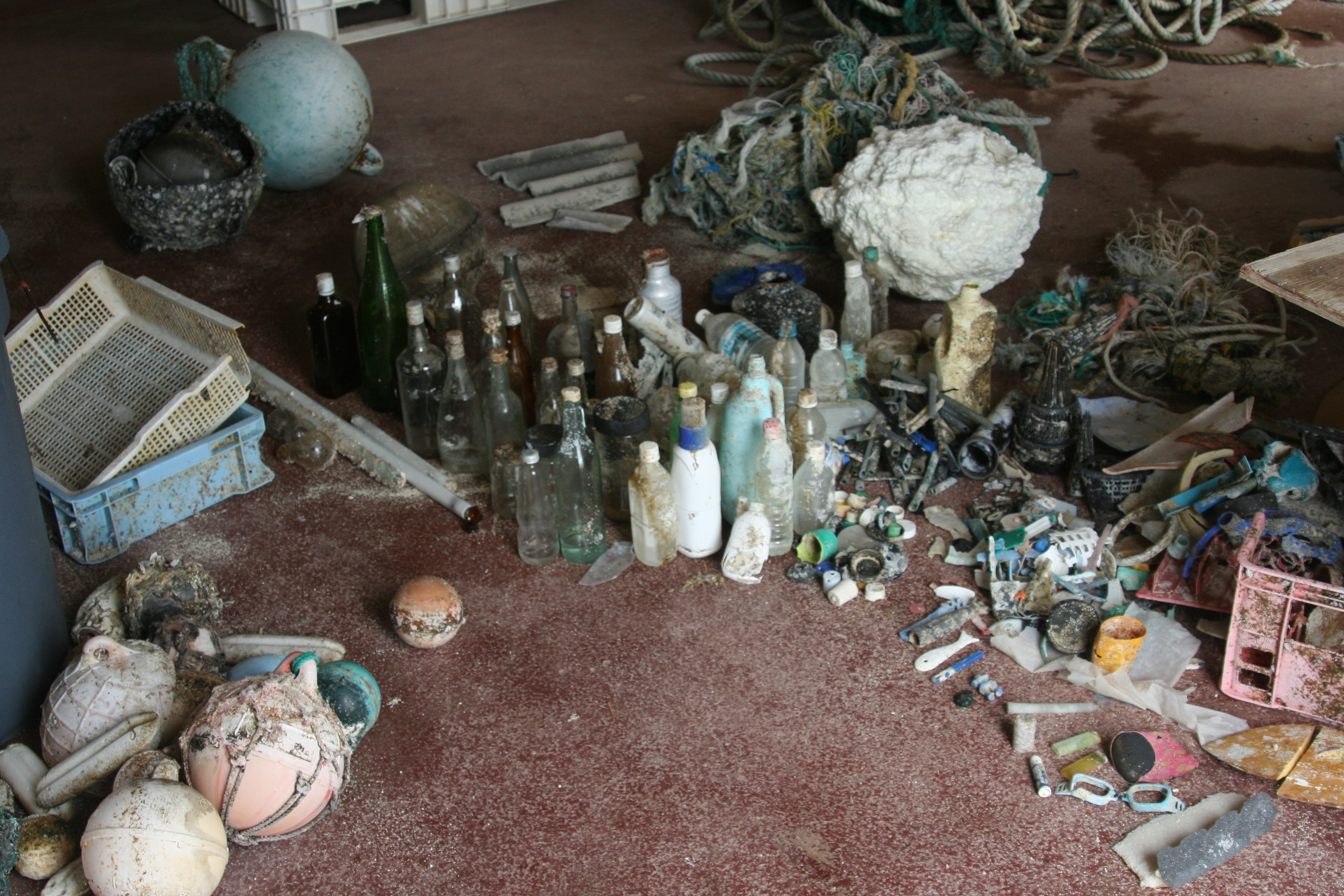
在西北夏威夷群島中最大的環礁-法艦環礁岸邊，花上一個多月收集到的海洋廢棄物。

研究人員將廢棄物來源分為兩種 - 來自陸地或是海洋；聯合國海洋污染科學聯合專家組（Joint Group of Experts on the Scientific Aspects of Marine Pollution ）在1991年估計有高達80%的污染物來自陸地，其餘的20%來自災難性事件或是海洋。最近的研究發現在韓國海岸的塑料廢棄物有超過一半來自海洋。
各式各樣的人造物都可能成為海洋垃圾；常見被沖上海岸的物件有塑料袋、氣球、浮標、繩索、生物醫療廢物、玻璃瓶和塑料瓶、香菸蒂、打火機、飲料罐、聚苯乙烯材料、幽靈漁網和釣魚線，以及來自遊輪和石油平台的各種廢棄物。尤其是常見的六環包裝圈被認為是這類問題的代表物。
美國軍方至少從1919年起到1970年間曾把未使用的武器和炸彈，包括普通炸彈、未爆炸彈藥、地雷和化學武器傾棄入海洋。數百萬磅的未爆彈藥在墨西哥灣及至少16個州的海岸（從新澤西州到夏威夷）倒入海洋（但均未被沖上岸，且美國並非為唯一會這樣做的國家）。 
海洋廢棄物中有80%是塑料。塑料通常不會像其他物質一般被生物降解，因而會積聚。水會抑制光解作用，海中塑料暴露在陽光下不會發生光降解 ，光降解只在乾燥條件下才能進行。五大環流研究所在2014年使用電腦模型進行的研究中，估計已有5.25兆件（重達269,000噸）的塑料散佈在北半球和南半球的海洋中，在南北兩部份的數量相當。

### 幽靈漁網
本節摘自幽靈漁網。

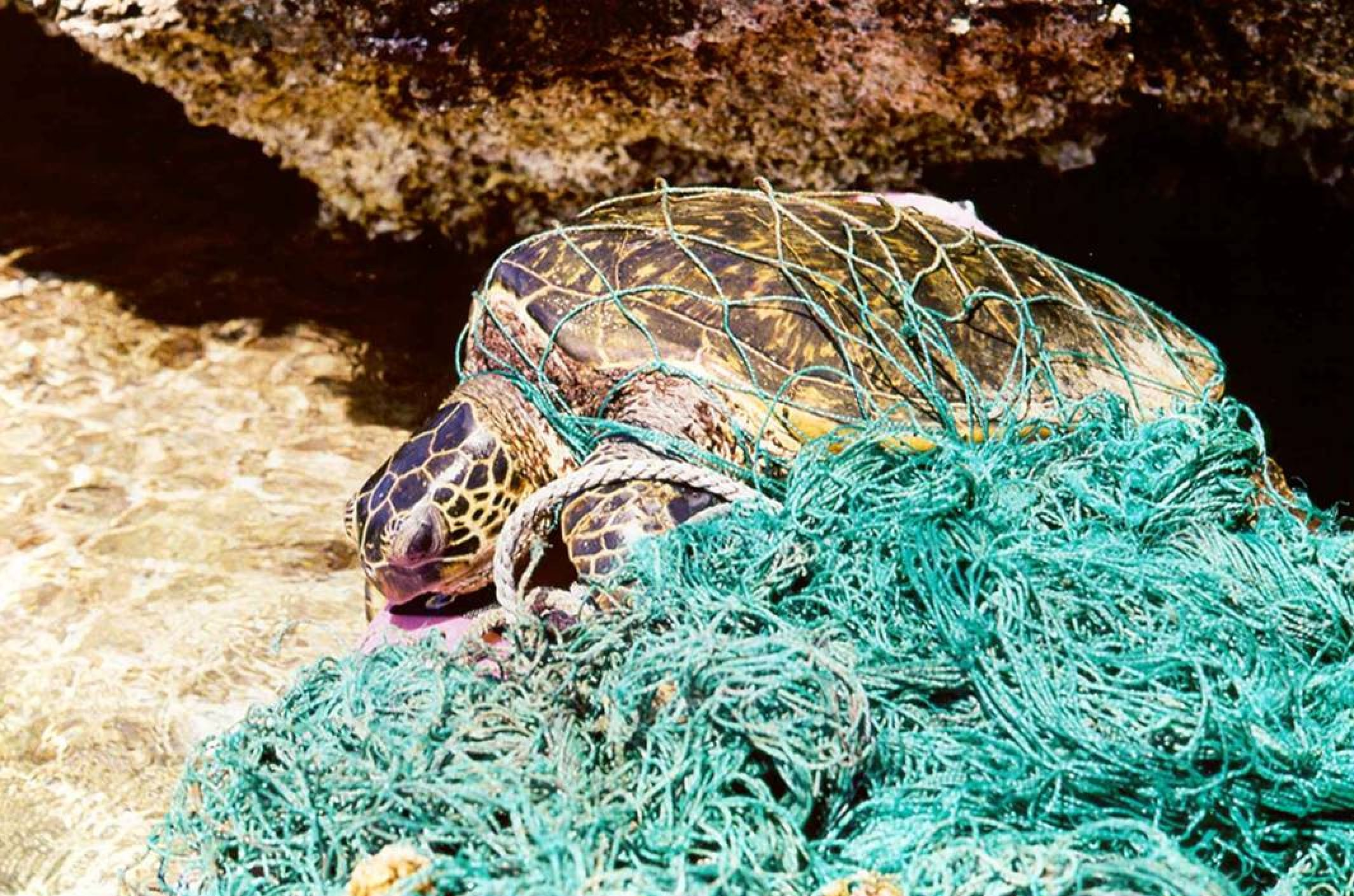
受幽靈漁網纏繞的海龜。

幽靈漁網是被遺棄、丟失或因其他方式棄置在海洋中的漁網。通常這些漁網在昏暗的光線下幾乎難以察覺，它們會纏繞在岩礁上或在大海中漂浮。它們會纏住魚、海豚、海龜、鯊魚、儒艮、鱷魚、海鳥、螃蟹和其他生物，偶爾也包括潛水人員。漁網會限制運動，導致飢餓、撕裂傷害和感染，讓需要到水面呼吸的動物窒息。
據估計每年海中會增加大約48,000噸的幽靈漁網，這些漁網在海中需要經歷很長的時間才會分解。

### 大型塑料
大型塑料指的是尺寸大於20毫米的塑料廢棄物。

### 微塑料
本節摘自海洋塑料污染#Microplastics。
由於微塑料在人類日常生活用品中日漸普及，其對海洋生態系統產生的污染日益受到關注。微塑料是塑料珠，尺寸小於5毫米，常見於洗手液、洗面乳和其他去角質產品之中。當這些個人護理用品被使用後，微塑料會穿過只做初步污水處理廠的過濾系統，而後進入海洋。微塑料對海洋中生物（尤其是濾食性動物）有害，攝入之後會致病。由於微塑料的體積過小而難以清理，建議消費者以購買對環境安全的去角質產品為宜。
由於塑料受到廣泛使用，因此微塑料在海洋中也普遍存在。例如，在沙灘和地表水，[海洋中的水柱和深海沉積物中均可發現微塑料。在許多其他類型的海洋顆粒中也有微塑料存在，例如死亡的生物（組織和保護殼）和一些土壤顆粒（被風吹入河流，而後流入海洋）。微塑料進入海洋後，其命運取決於自然驅動因素，例如風和表面洋流。電腦模型能夠追踪漂浮在海洋中的小塑料廢棄物（微塑料（小於5毫米）和中型微塑料（5-10毫米））而預測它們最終將飄往何處。

### 深海廢棄物
甚至在北冰洋的海底也可發現廢棄物。雖然有日益增多針對在海岸、近海地表水域堆積的塑料廢棄物，以及生活在水柱上層海洋生物攝入塑料廢棄物的研究，但關於中層帶和更深層海水中的廢棄的資訊則相當缺乏。已經完成的研究是透過海底採樣及利用遙控潛水器 (ROV) 和載人潛水器進行視頻觀察以作研究。這類研究也大多屬於一次性項目，而持續時間不足以顯示隨時間演進而產生的顯著影響。迄今為止的研究，顯示深海中的廢棄物實際上是由人類活動而產生，特別是在離人口稠密地區不遠的海洋，例如在地中海就經常就可發現塑料的存在。
比地表水密度更大的各種材料（如玻璃、金屬和一些塑料）生成的垃圾會散佈在海和開闊的大洋之底，這些物質會與珊瑚糾纏，並干擾其他底棲生物，甚至會埋在沉積物之下，而讓清理工作變得極其困難，這些物質的散佈範圍遠比沈船更為廣闊。通常具有負浮力的塑料會因浮游植物的附著和其他有機顆粒的聚集而下沉。其他影響海流的因素，如沿海風暴和近海對流，也會發揮轉移大量顆粒和廢棄物的作用。有些海底地形還會增強下沉流，導致微塑料滯留在某些地區。
日本海洋研究開發機構 (JAMSTEC) 全球海洋數據中心的深海廢棄物數據庫於2017年公開其自1983年以來累積達30年的海洋廢棄物照片和樣本。數據庫的資料經由5,010次潛水（使用ROV和深海潛水器），獲得3,425件人造廢棄物。兩種最重要的廢棄物是大型塑料，佔發現中的的33%（其中89%是一次性用途），而金屬的佔比為26%。甚至在馬里亞納海溝底部也發現有塑料廢棄物，當地深度為10,898米，那兒有塑料袋纏繞在海底熱泉噴口和冷泉群落之中。

### 海洋垃圾帶（環流）
本節摘自海洋垃圾帶。
海洋垃圾帶是洋流把源自人類，而且日益增多的塑料污染聚集而形成的海洋廢棄物環流。這些人造塑料和其他垃圾聚集會對海洋的生態系統和環境產生影響，其中有毒化學物質會污染海洋，並導致溫室氣體排放。廢棄物一旦進入海洋，就會四處飄流。這類漂浮物會被風吹動，或者隨洋流漂移，通常最終是困在環流中心水流最弱的所在。由於人類垃圾收集系統中會不斷有塑料進入海洋，這些海洋垃圾帶仍在持續擴大之中。

## 廢棄物來源

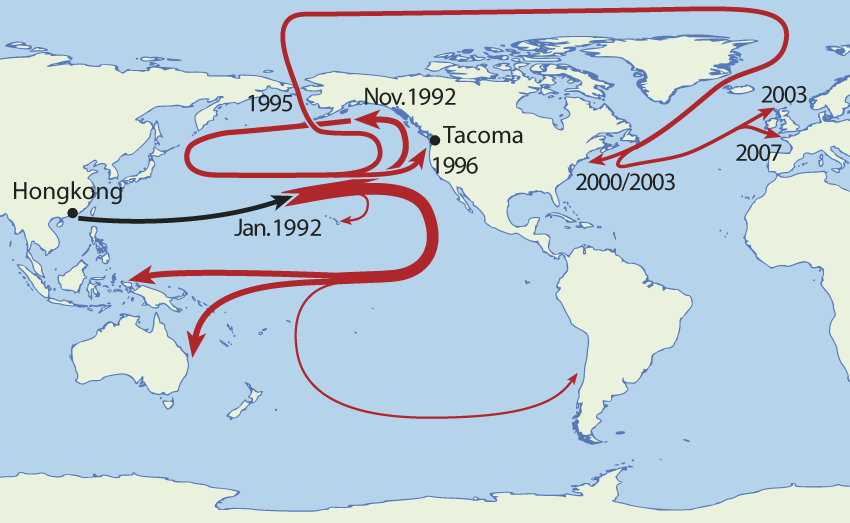
友好漂浮物的海上旅程路線。

海洋塑料污染排放大國，依次是中國、印尼、菲律賓、越南、斯里蘭卡、泰國、埃及、馬來西亞、奈及利亞和孟加拉國，經由主要的河流 - 長江、印度河、黃河、海河、尼羅河、恒河、珠江、黑龍江、尼日河和湄公河進入海洋，這些河流攜帶的佔“世界海洋中所有塑料廢棄物的90%。”
估計每年有10,000個貨櫃從貨櫃船上丟失（通常發生在暴風雨期間）。在1992年發生在太平洋上的貨櫃丟失事故，有成千上萬供小孩洗澡時玩耍的塑膠玩具（參見友好漂浮物）落水。這些玩具後來在世界各地出現，讓人們更清楚了解洋流的作用。類似的事件以前也發生過，例如貨櫃船Hansa Carrier航行途中掉落21個貨櫃（其中一個集裝箱特別是裝有漂浮力的Nike鞋）。
在2007年，一艘名為MSC Napoli貨櫃船在英吉利海峽擱淺，掉落數百個貨櫃，其中大部分被沖上侏羅紀海岸（一處世界遺產）。一項針對在2014年丟失的一個裝有打印機墨水匣的貨櫃做研究，在2021年發表的報告顯示一些墨水匣以每秒6厘米到13厘米的平均速度向外散開。一艘名為Tokio Express貨櫃船於1997年在英國海岸外發生事故，裝有500萬塊樂高積木的貨櫃因而丟失。有些積木成為在海灘上尋找樂高龍（Lego dragon）收藏家心目中的珍品，也為研究海洋塑料降解者提供寶貴的資訊。
在加拿大新斯科舍省的哈利法克斯港，其中52%的廢棄物來自城市公園的休閒活動，14%來自生活污水處置，只有7%來自航運和漁業活動。海洋廢棄物中大約5分之4是由垃圾掩埋場中吹出，以及由城市徑流攜帶，再經河流攜帶入海。
有些研究顯示在某些特定地點，海洋廢棄物會佔當地垃圾的多數。例如一項在2016年對阿魯巴這個小島的研究，發現在當地迎風面的廢棄物主要是由遠處而來的海洋廢棄物。 在2013年於韓國的六個海灘收集廢棄物做研究，發現有56%來自海洋，44%來自陸地。 
在1987年發生在美國康乃狄克州、新澤西州和紐約州的注射器潮事件中，生物醫療廢物及未處理垃圾從Fresh Kills垃圾掩埋場溢出，然後被沖上新澤西州等地的海岸。在偏遠南極地區的南喬治亞與南桑威奇群島，捕魚相關的垃圾（約80%是塑料）是造成大量南極皮毛海獅受到糾纏之害的原因。

## 對環境的影響

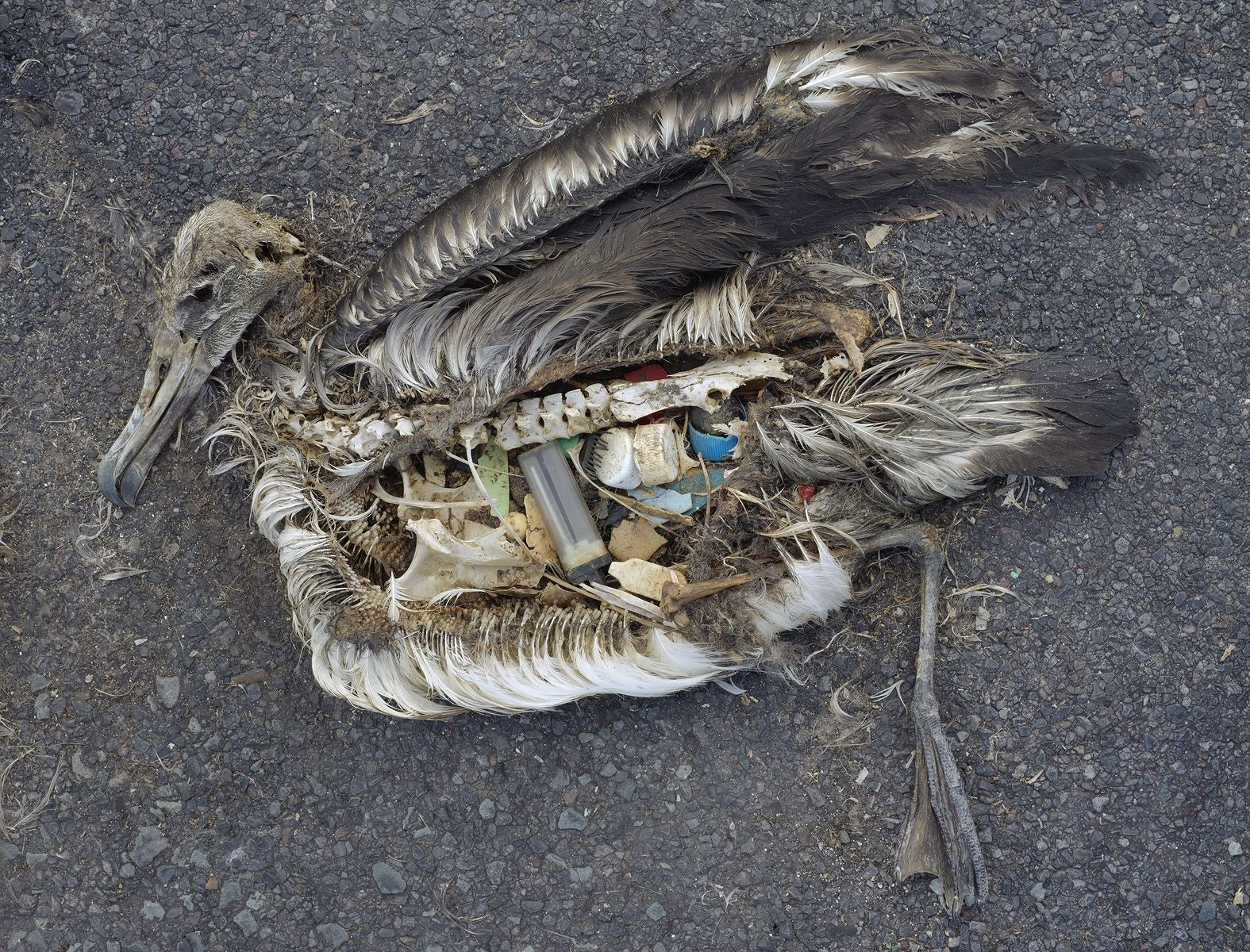
一隻黑背信天翁的遺骸，胃部充滿吞下的漂浮垃圾。

並非所有在海洋中的人工製品均為有害。鋼鐵和混凝土結構通常會沉入水底，且不會移動，對環境造成的破壞很小，而在淺水區，它們甚至可成為人工魚礁的框架。舊的船舶和地鐵車廂會被故意沉沒於海底而達到類似的目的。 
此外，常見到寄居蟹在找不到所需的貝殼寄居時，會利用海灘上的垃圾作同樣的用途。

### 塑料污染的影響
許多生活在海上或海中的動物會因誤把海上漂流物當作自然獵物而將之吞食。總體上已知有1,288種海洋物種會攝取塑料廢棄物，其中魚類佔最大比例。大塊塑料碎片會永久滯留在這些動物的消化道中而導致阻塞，讓它們因飢餓或感染而死亡。微小的漂浮塑料顆粒也類似浮游動物，會讓濾食動物將之攝食，這些塑料因而進入海洋的食物鏈。此外，這些受污染食物鏈的塑料會對魚類和貝類物種的生存能力產生影響。

### COVID-19大流行的影響
在肯亞，COVID-19大流行影響到海灘上出現的海洋廢棄物數量，其中約55%均與大流行相關。雖然這些垃圾出現在肯亞的海灘上，但尚未進入水中。可能是海灘在大流行期間遭到關閉，活動減少，讓最終進入海洋的垃圾減少。由於COVID-19大流行的影響，源自香港的一次性口罩已經散佈在當地的索罟群島海灘上。原因可能是由於大流行期間醫療產品（口罩和手套）的產量和使用增加，導致非常規的處置方式隨之增加的緣故。

## 移除

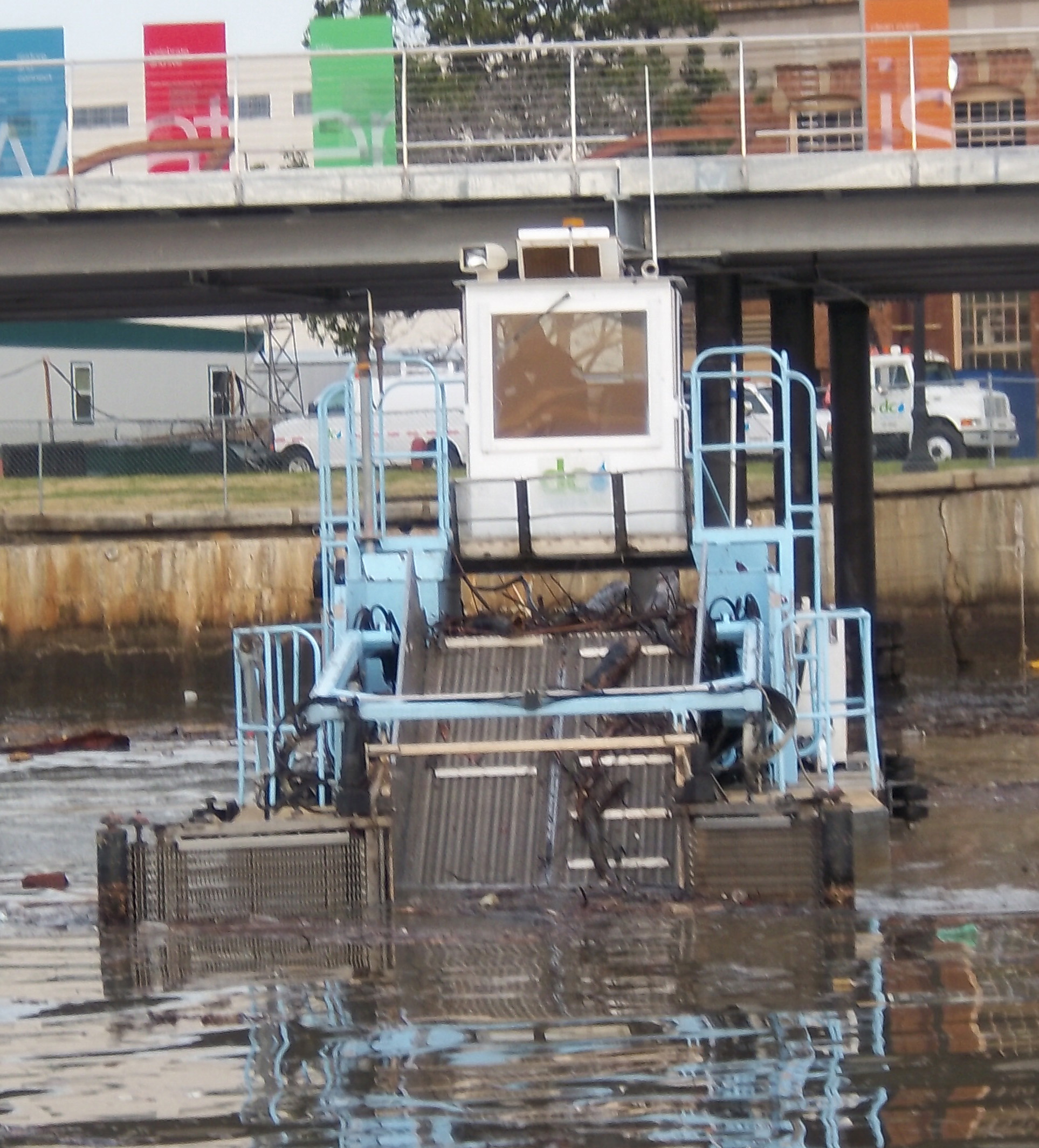
水面收集船在美國波多馬克河和阿納卡斯蒂亞河進行收集漂浮物及垃圾作業。

### 沿海和河流清理
收集和清除海洋（或河流）垃圾的方式包括使用垃圾收集船（如圖）。在漂浮廢棄物會對水上航行構成危險的所在可採用此類設備。例如美國陸軍工兵部隊每個月會從舊金山灣清除90噸“漂流物”。在1942年有架載有海軍上將切斯特·威廉·尼米茲的水上飛機，於撞上一塊漂浮垃圾後沉沒，飛行員喪生，之後工兵部隊即持續在此地進行清理的工作。[荷蘭]]非營利性環境工程組織海洋清理還建造一艘用於清理河流廢棄物的船舶，取名攔截者（Interceptor）。一旦廢棄物聚集，成為“海灘垃圾”，可用人工方式和專門的海灘清潔機來收集後予以清除。
另有一些項目制定，用來鼓勵漁船把捕魚時無意間撈上的垃圾予以清除。 
在其他地方，會在小河中裝設“垃圾收集設施”，在垃圾進入大海之前將其捕獲。例如在南澳洲的阿得雷德托倫斯河（在雨季會有河水流入聖文森特灣）上設有許多此類收集設施（稱為“trash racks”或“gross pollutant traps”。 
也可在湖泊或靠近海岸的地方採用人工清除的方式。例如一項名為海洋環保計劃的非營利組織即倡議讓潛水俱樂部以清理水中垃圾作為一種潛水練習。
世界動物保護協會和FatFace Foundation每年會資助慈善組織Ghost Fishing UK，辦理在奧克尼群島的斯卡帕灣進行潛水清理海洋廢棄物活動。
各級政府之間的合作不夠充分以及監管機構的權責分散（為海洋表面、海床和海岸的擔責機構通常不相同）會阻礙海洋垃圾的清理工作。.例如在加拿大英屬哥倫比亞省的水域中，估計共有1,600艘被遺棄，及已經破爛的船隻。加拿大聯邦政府在2019年立法，規定棄船為非法行為，但執法有障礙，因為通常很難確定誰是那些遺棄船隻的主人，因為當地不需要持有執照就可擁有。頒發執照是省政府的責任。位於維多利亞市的非營利性組織Dead Boats Disposal Society指出，缺乏執法行動會讓廢棄的船隻最終會沉沒，而增加清理成本，並加劇環境危害（來自沉船上的燃料、機油、塑料和其他污染物的滲漏） 。

### 海上清理
在海上，人造垃圾（即塑料）的清除仍處於起步階段。然而已有項目開始使用帶網的舊船（2009年，成立於美國加利福尼亞州的非營利組織海洋航行研究所（Ocean Voyages Institute）發動的海星計畫（Project Kaisei）派遣兩艘研究船：New Horizo號和海星號，開始對垃圾帶展開研究，並探索以商業規模收集和回收垃圾的可行性。 還有智庫Bluebird Marine System Ltd.所建造，由太陽能和風能驅動的無人船SeaVax，船上有個破碎機及裝載破碎後垃圾的貨艙。由非營利組織Sea Cleaners所建造名為Manta的船舶，在概念上與SeaVax相似。
創立海洋清理的柏楊·史萊特提出的是使用配有機械手臂的平台來收集環流內的廢棄物。 另一組織SAS Ocean Phoenix所設計的設備與海洋清理的有些相似。
海洋航行研究所在2019年6月利用全球定位系統（GPS）追蹤裝置和既有海事設備在北太平洋副熱帶輻合區進行清理工作，在北太平洋環流清除超過84,000磅的聚合物漁網和海上消費塑料垃圾（創下最大量的清理紀錄）。
海洋航行研究所在於2020年5/6月在北太平洋環流進行一次清理作業，共清除超過170噸（340,000磅）的消費塑料和幽靈漁網，創造另一最大的清理記錄。海洋航行研究所透過改裝船舶所部署的客製化海上GPS追蹤裝置，而能準確追蹤和發動船隻以清除幽靈漁網。GPS追蹤裝置與衛星圖像相結合，提高即時定位的能力，而大幅提高清理數量，增進效率。
從海洋中清除廢棄物有弊大於利的可能性。清理微塑料之時還可能意外把浮游生物清除，這些生物是海洋食物鏈中的主要下層食物群體，擁有地球上超過一半的光合作用能力。不使用一次性塑料 - 避免使用塑料瓶裝飲料、使用可重複使用的購物袋和購買裝在可重複使用包裝材料的商品是減少進入海洋塑料量的最有效和最具成本效益的方法之一。

## 法律和條約
海洋是全球公共資源，因此生產者通常不會體認到海洋廢棄物的負面外部性因素。在1950年代，由各國政府出面干預海洋污染協議的重要性在第一屆聯合國海洋法公約會議上得到承認。
海洋傾棄受多項國際法管制，包括有：
- 《防止傾倒廢物及其他物質污染海洋公約》（簡稱倫敦公約（The London Convention），1972年）- 一項聯合國控制海洋傾棄的公約。[78]本公約共有22條，闡述締約方的期望。[78]公約的3個附件把許多不能沉積到海洋中的化合物、物質和材料做定義，[78]例如：汞化合物、鉛、氰化物和放射性廢料。[78]
- 《防止船舶污染國際公約（MARPOL 73/78）》 – 一項目的在盡量減少海洋污染的公約，包括傾棄、石油和廢氣污染。[79]最初的MARPOL公約未考慮到船舶傾棄，但在1978年進行修訂，對海洋船舶加上此類限制。[80]
- 《聯合國海洋法公約》 - 於1982年簽署，1994年生效。此公約強調保護整個海洋的重要性，而不僅為保護特定的沿海地區。[77]這項公約對污染（包括強調來自陸地的污染源）加強限制。[77]

### 澳大利亞法律
澳大利亞最早通過的立法是1932年的《海灘、漁場和海上航線保護法（Beaches, Fishing Grounds and Sea Routes Protection Act 1932）》，該法禁止未經聯邦政府事先書面許可，在“澳大利亞水域內的任何船隻不得”排放“垃圾、雜物、灰燼或有機垃圾”。法律也規定需要取得許可後才能鑿沉船舶。立法的原因是為因應雪梨及新堡的地方政府和新南威爾士州政府無法控制船舶在海上傾棄垃圾，而垃圾最終被沖到兩地的海灘。這法律被《1981年環境保護（海上傾棄）法（ Environment Protection (Sea Dumping) Act 1981）》取代，追認《倫敦公約》為有效規範。

### 歐洲法律
歐洲國家於1972年和1974年，分別在奧斯陸和巴黎召開會議，並通過控制東北大西洋海洋污染的國際公約《保護東北大西洋海洋環境公約》，通過巴塞隆那公約以保護地中海。在2000年發佈的水體框架指令是項歐盟指令，要求成員國承諾將內陸和沿海水域免受人類的影響。英國的國會法令《2009年海洋和沿海准入法》用意在“透過建立更好的系統來實現海洋和沿海環境的可持續發展，確保清潔、健康、安全、有生產力和生物多樣性的海洋”。歐盟議會在2019年投票決定在歐盟範圍內禁止使用一次性塑料製品，例如塑料吸管、餐具、盤子和飲料容器、聚苯乙烯造食物和飲料容器、塑料攪拌棒以及塑料手提袋和塑料柄棉花棒。法律於2021年生效。

### 美國法律

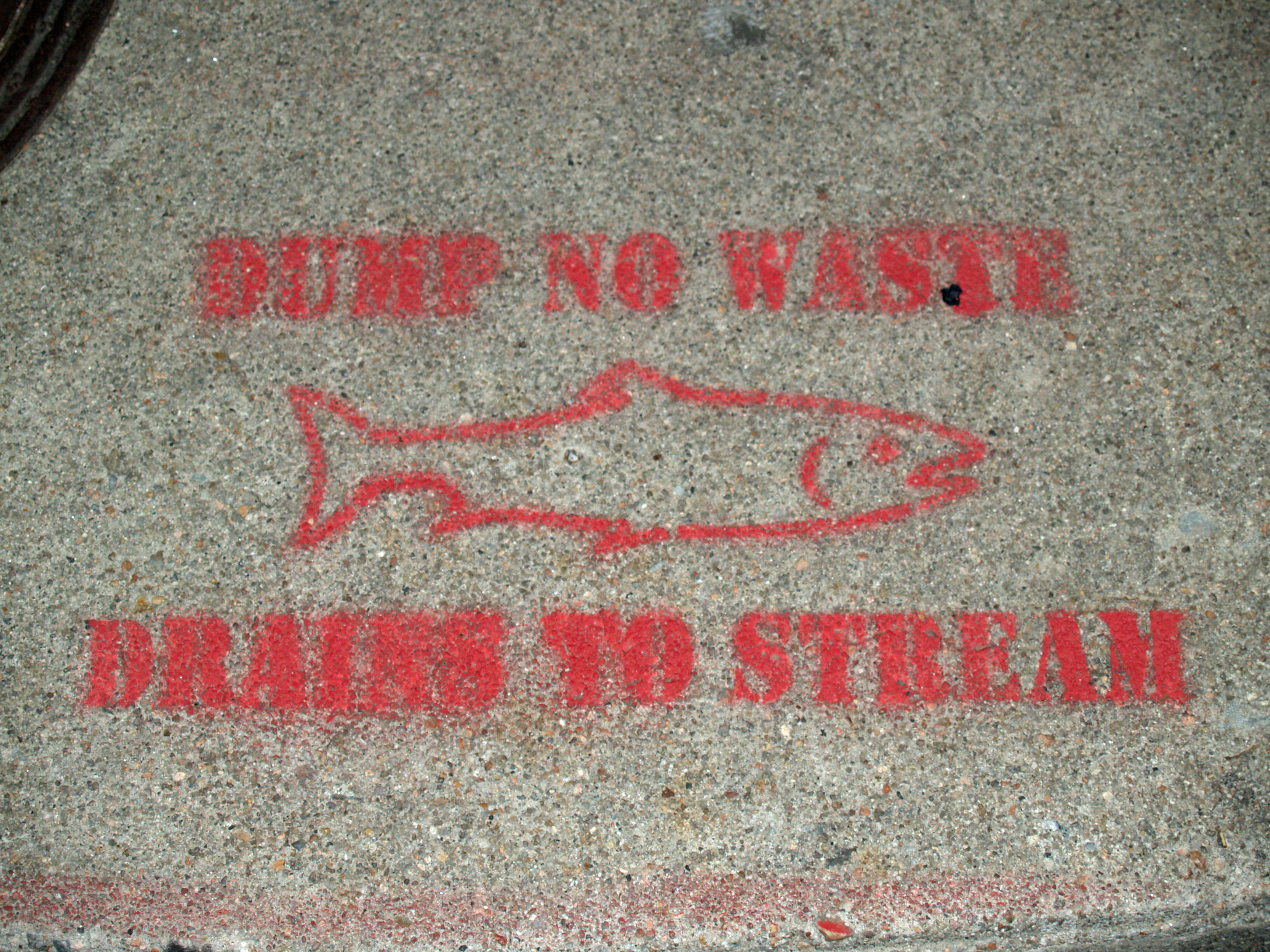
美國科羅拉多泉下水道上的噴漆圖案，警告人們別隨意棄置垃圾（參見環境傾棄）。世界海洋中的廢棄物有八成係由河流攜帶進入。

在美國的水域已出現許多污染的後果，包括：被稱為死區的缺氧水域、有害海藻大量繁殖以及受到威脅的物種。美國國會在1972年通過《海洋傾棄法》，授權美國國家環境保護局（EPA）監督和規範在美國領海傾倒生活污水的污泥、工業廢棄物、放射性廢料和生物危害材料的行為。該法在16年後進行修訂，把生物醫療廢物納入。 在美國水域拋置任何塑料均屬違法。 

## 行動主義
有許多團體和個人積極參與預防海洋廢棄物的發生或相關教育。例如，五大環流研究所是個目的在減少海洋塑料污染的組織，也是最近投入研究太平洋垃圾帶兩個組織中的一個。 環境倡議組織Heal the Bay則透過贊助海灘清理計劃和其他活動，專注於保護加利福尼亞州的聖莫尼卡灣。澳大利亞的瑪麗娜·德布里斯是位藝術家，她最近的大部分工作是著重在教育人們了解海灘垃圾。有個名為Adrift的互動式網頁可展示隨著時間的演進，海洋塑料在世界洋流中的位置。
為引發大眾對海洋垃圾帶的關注，來自羅馬的藝術家Maria Cristina Finucci於2013年4月11日在巴黎，於聯合國教科文組織總幹事伊琳娜·博科娃在場時宣布創立垃圾帶之國的跨媒體說故事傳播計畫。此垃圾帶之國計畫是聯合國教科文組織和義大利環境部贊助的一系列活動中的第一個，也在世界各地掀起一系列藝術展覽，用於引起人們對垃圾帶的規模和嚴重性的關注，並激發人們的認識和行動。
來自25個國家/地區的48家塑料製造商（均為全球解決海洋塑料垃圾方案協會的成員）已承諾協助防止海洋廢棄物發生，並鼓勵回收利用。

### 緩解措施

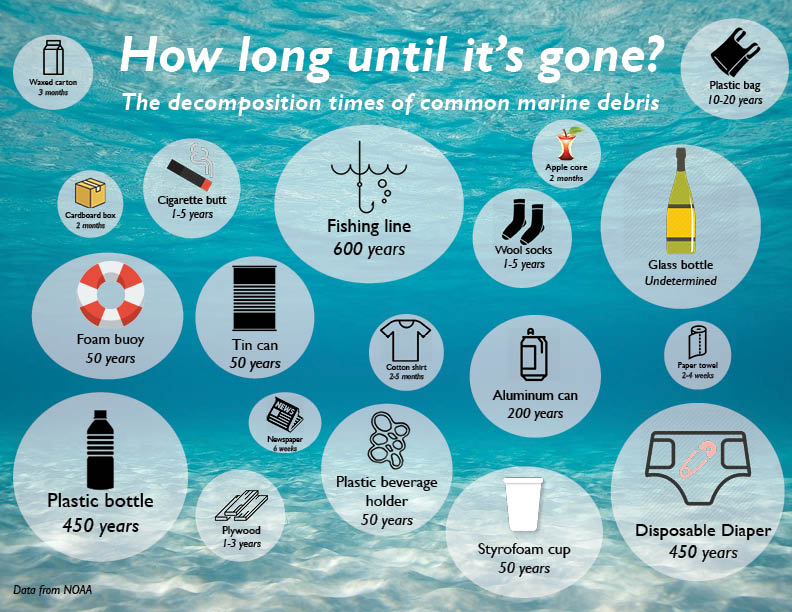
各項海洋廢棄物的預計分解所需時間。

海洋垃圾是個普遍存在的問題，並非只限於沿海地區活動所產生。
由各國內陸地區產生的海洋塑料垃圾有兩個主要來源：通常的隨意拋棄和來自露天垃圾場和垃圾掩埋場，經過風吹或水流進入內陸水道和廢水流出處，然後再由內陸水道、河流、溪流和湖泊，最終流進海洋。清理海洋和沿海地區的工作固然重要，但解決來自內陸地區和內陸國家的塑料垃圾也同樣很重要。
有多種系統級的做法可減少進入水道的廢棄物數量：
- 廢棄物出入不同場地時，採用加蓋的容器儲存和運輸
- 限制在水道附近設置開放式垃圾處理設施
- 提倡使用垃圾衍生燃料。低殘值的舊塑料由於很少經回收而利用，更有被排入海洋的可能。[99]但把這些原本棄置在垃圾填埋場的塑料轉化為衍生燃料則可進一步利用，作為火力發電廠的補充燃料
- 提高塑料回收率（美國在2012年產生1,146萬噸塑料垃圾，但只有6.7%被回收[100]
- 採用生產者責任延伸（英语：Extended Producer Responsibility）戰略，讓生產者在產品及其包裝成為廢物時負起管理的責任；鼓勵可重複使用的產品設計，以盡量減少對環境產生負面的影響。 [101]
- 禁止使用香菸濾嘴，並建立電子煙押金制度（類似用於丙烷罐的做法）[102]

消費者可減少一次性塑料的使用、避免使用含有柔珠的用品、參與清理河流或湖灘活動，以減少進入水道的塑料數量。

## 外部連結
维基共享资源上的相關多媒體資源：海洋廢棄物
- United Nations Environment Programme Marine Litter Publications （页面存档备份，存于）
- UNEP Year Book 2011: Emerging Issues in Our Global Environment 美國國會圖書館的存檔，存档日期13 February 2012 Plastic debris, pp. 21–34. ISBN 978-9280731019.
- NOAA Marine Debris Program （页面存档备份，存于） – US National Oceanic and Atmospheric Administration
- Marine Debris Abatement （页面存档备份，存于） – US Environmental Protection Agency
- Marine Research, Education and Restoration （页面存档备份，存于） – Algalita Marine Research Foundation
- UK Marine Conservation Society （页面存档备份，存于）
- Harmful Marine Debris （页面存档备份，存于） – Australian Government
- The trash vortex （页面存档备份，存于） – Greenpeace
- High Seas GhostNet Survey – US National Oceanic and Atmospheric Administration
- Social & Economic Costs of Marine Debris – NOAA Economics
- Tiny Plastic Bits Too Small To See Are Destroying The Oceans （页面存档备份，存于）, Business Insider
- Ghost net remediation program – NASA, NOAA and ATI collaborating to detect ghost nets （页面存档备份，存于）
- Dunning, Brian. . Skeptoid. 2008-12-16.